# Hügelland von Rovte
Hügelland von Rovte, auch Rovte-Gebirge; historische deutschsprachige Bezeichnung: Gereuther Hügel (slowenisch: Rovtarsko hribovje, auch Logaško-Žirovske Rovte) ist der Name eines Mittelgebirges in den slowenischen Voralpen auf dem Gebiet der Gemeinde Logatec im Westen Sloweniens.
Das Gebirge ist nach der Siedlung Rovte benannt.

## Lage
Die Region liegt zwischen dem Becken von Žiri und dem Logatec-Karstfeld (Logaško polje), durch das das Hügelland von Škofja Loka und das Hügelland von Polhov Gradec in das Karstgebiet des Idrija-Gebirges übergehen.
Der größte Teil des Gebiets ist Teil der Wassereinzugsgebiete von Ljubljanica und Sora, ein kleinerer Bereich des Wassereinzugsgebiets der Idrijca.
Im zentralen Teil, der aus wenig wasserdurchlässigem Gestein besteht, fließen mehrere Bäche, wie zum Beispiel Sovra, Rovtarica, Hotenjka und Bela, die schroffe Täler ausgehöhlt haben. Über ihnen erheben sich die Bergrücken und kleinere Karst-Hochebenen. Die Ränder werden von durchlässigerem Gestein dominiert, in das die größeren Gewässer tiefe Täler eingeschnitten haben. Der höchste Gipfel des Rovtar-Gebirges ist der Dreikönigsberg (slowenisch: Vrh Sv. Treh Kraljev) mit 884 m. Die Höhe des Talbodens sinkt auf rund 500 m.

## Geschichte
Das Gebiet des heutigen Rovtar-Gebirges wurde erst im Spätmittelalter besiedelt. Aufgrund der geographischen Situation entstanden zunächst vereinzelte Höfe, dann Weiler und Streusiedlungen. Ältere Weiler sind zum Beispiel die Siedlungen Vrh Svetih Treh Kraljev, Hleviše, Zaplana, Medvedje Brdo.

## Gipfel
Die meisten Bergkuppen liegen zwischen 500 und 900 Meter über dem Meeresspiegel, die höchsten „Achthunderter“ sind:
- Vrh Sv. Treh Kraljev (884 m. ü. M.)
- Čemunski vrh (837 m. ü. M.)
- Kovk (824 m. ü. M.)
- Jelenšek (812 m. ü. M.)
- Olvka (801 m. ü. M.)